# Annie Tagoe
Annie Tagoe (n. 4 iunie 1993, Ghana) este o atletă britanică, specializată în probele de sprint.

## Palmares
| An   | Competiție                      | Locație            | Loc | Eveniment     | Note    |
| ---- | ------------------------------- | ------------------ | --- | ------------- | ------- |
| 2010 | Jocurile Olimpice de Tineret    | Singapore          | 4   | 100 m         | 11,73   |
| 2010 | Jocurile Olimpice de Tineret    | Singapore          | 3   | ștafetă mixtă | 2:07,59 |
| 2011 | Campionatul European de Juniori | Tallinn, Estonia   | 3   | 4×100 m       | 45,00   |
| 2012 | Campionatul Mondial de Juniori  | Barcelona, Spania  | 8   | 4×100 m       | NT      |
| 2013 | Campionatul European de Tineret | Tampere, Finlanda  | 2   | 4×100 m       | 43,83   |
| 2023 | Campionatul Mondial             | Budapesta, Ungaria | 3   | 4×100 m       | 41,97   |

1. 1 2  Sportiva a participat doar la calificări, dar a primit o medalie.
2. ↑  Sportiva a participat doar la calificări.